# Proscenio

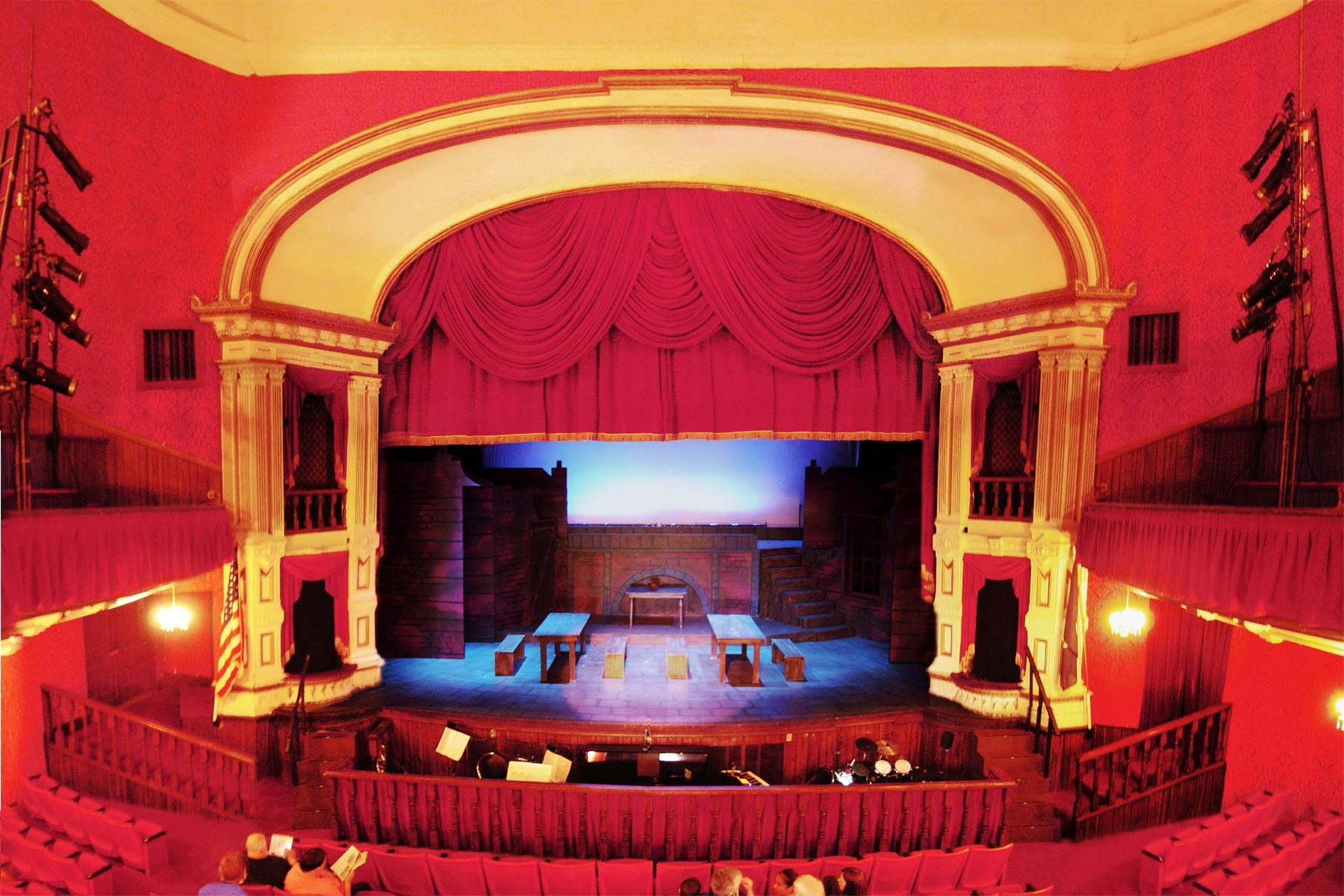
Panorámica de los niveles del proscenio en el Tibbits Opera House, construido en Míchigan en 1882.

El proscenio es la zona del escenario de un teatro más cercana al público. En el espacio que ocupa en la estructura teatral puede tomar los nombres de anteescena, corbata y gloria, La traducción literal del término latino «proscenium» (y su par en griego), es "delante de la escena".
En los teatros de la antigüedad, tanto griegos como romanos, se llamaba proscenio a la zona o muro situado entre la escena (donde oficiaban los actores) y la orchesta (espacio donde se situaban coro, danzantes y músicos), creando en conjunto una especie de escalera descendente hacia el público.

## Términos relacionados
Una definición más sencilla, pero utilizando términos teatrales, describe el proscenio como la parte del escenario que hay entre el «telón de boca» y la platea (patio de butacas).
Así mismo, tomando el escenario como un espacio delimitado por tres planos o paredes que contienen y 'abrazan' la puesta en escena, se llama cuarta pared al espacio invisible que aísla el escenario del público. La expresión «rompiendo el proscenio» o «rompiendo la cuarta pared», se usa cuando el actor se dirige directamente a la audiencia salvando el distanciamiento y haciendo el espectáculo más participativo y cálido. Fue muy utilizada en el llamado teatro épico de Konstantin Stanislavski y Bertolt Brecht) y es una de las claves de cambio en el planteamiento teatral desde el siglo XX.

### Partes del proscenio
Pueden diferenciarse la anteescena o proscenio avanzado; la corbata, que es la parte comprendida entre la batería (línea luminosa de las candilejas) y la concha del apuntador o tornavoz; la gloria, línea imaginaria desde la que saludan al público los actores; y el palco de proscenio, vecino al arco del escenario o contiguo a la escena.